# Бостік (Північна Кароліна)
Бостік (англ. Bostic) — місто (англ. town) в США, в окрузі Рутерфорд штату Північна Кароліна. Населення — 355 осіб (2020).

## Географія
Бостік розташований за координатами 35°21′45″ пн. ш. 81°50′10″ зх. д. / 35.36250° пн. ш. 81.83611° зх. д. (35.362457, -81.835988).  За даними Бюро перепису населення США в 2010 році місто мало площу 2,42 км², уся площа — суходіл.

## Демографія
Згідно з переписом 2010 року, у місті мешкало 386 осіб у 168 домогосподарствах у складі 112 родин. Густота населення становила 160 осіб/км².  Було 187 помешкань (77/км²).
Расовий склад населення:
| - 92,7 % — білих - 5,2 % — чорних або афроамериканців - 1,0 % — азіатів |

До двох чи більше рас належало 1,0 %. Частка іспаномовних становила 1,0 % від усіх жителів.
За віковим діапазоном населення розподілялося таким чином: 21,8 % — особи молодші 18 років, 65,2 % — особи у віці 18—64 років, 13,0 % — особи у віці 65 років та старші. Медіана віку мешканця становила 42,0 року. На 100 осіб жіночої статі у місті припадало 82,9 чоловіків;  на 100 жінок у віці від 18 років та старших — 81,9 чоловіків також старших 18 років.
Середній дохід на одне домашнє господарство  становив 37 457 доларів США (медіана — 29 732), а середній дохід на одну сім'ю — 41 404 долари (медіана — 32 500). Медіана доходів становила 29 792 долари для чоловіків та 31 750 доларів для жінок. За межею бідності перебувало 17,8 % осіб, у тому числі 26,0 % дітей у віці до 18 років та 14,0 % осіб у віці 65 років та старших.
Цивільне працевлаштоване населення становило 159 осіб. Основні галузі зайнятості: освіта, охорона здоров'я та соціальна допомога — 30,8 %, виробництво — 22,0 %, будівництво — 11,9 %, роздрібна торгівля — 10,7 %.